# Bayernturm
Der Bayernturm ist ein Aussichtsturm in der Gemarkung Zimmerau der unterfränkischen Gemeinde Sulzdorf an der Lederhecke im bayerischen Landkreis Rhön-Grabfeld.

## Geografie
Der Turm wurde in den Jahren 1965/1966 auf dem 429 m ü. NHN hohen Büchelberg im Naturpark Haßberge im Übergangsbereich vom Itz-Baunach-Hügelland zum Grabfeld errichtet. Er befindet sich zwischen Zimmerau und Sternberg im Grabfeld in Unterfranken direkt an der Grenze zum Freistaat Thüringen, die bis 1990 die innerdeutsche Grenze war.

## Geschichte

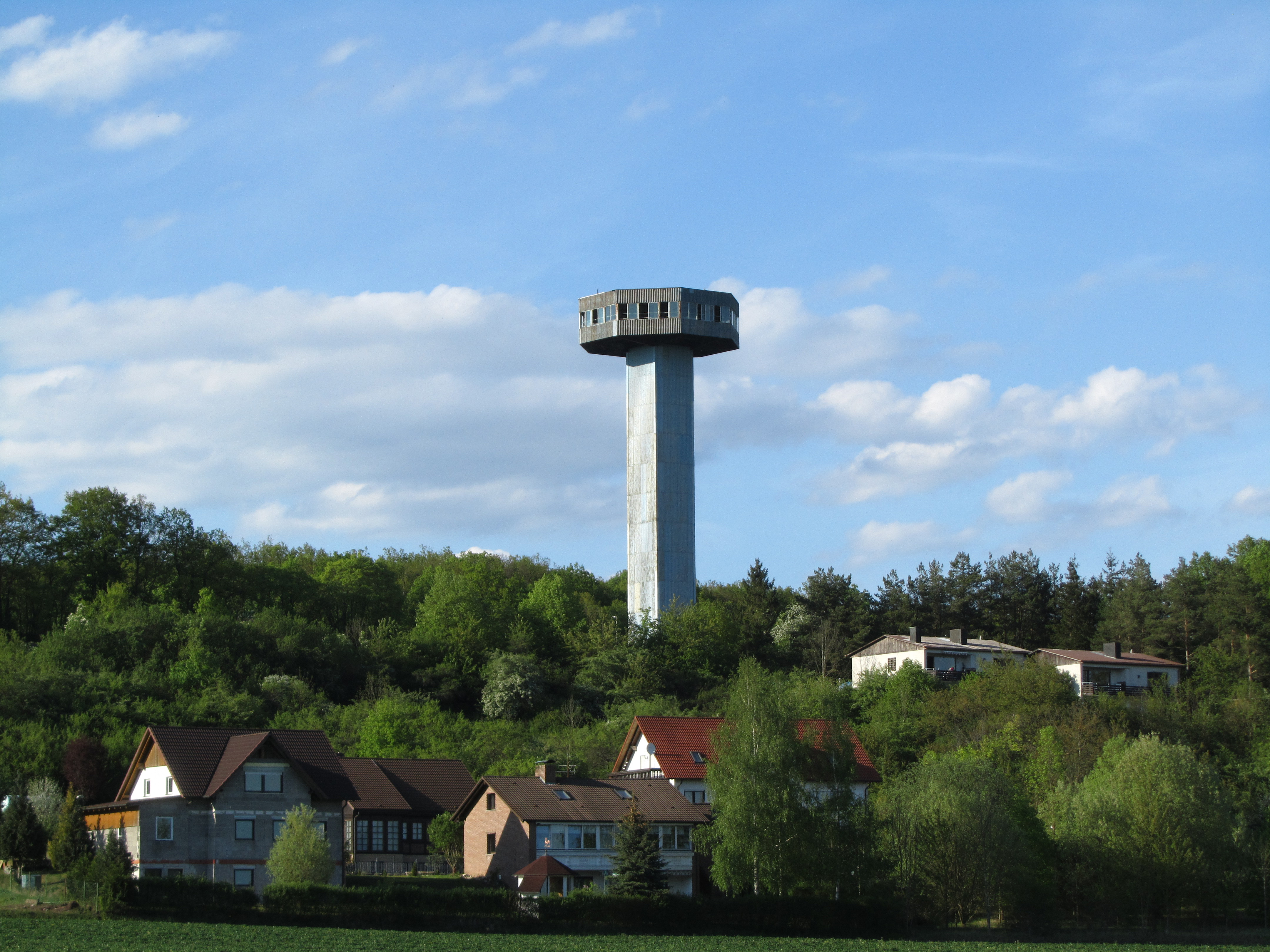
Bayernturm mit Teilen der Ferienhaussiedlung Büchelberg

Anlass zum Bau des „Bayernturms“ war die Absicht der Gemeinden Zimmerau und Sternberg, Besucher in das Grenzgebiet im Norden Bayerns zu holen. Die bayerische Staatsregierung unterstützte den Turmbau finanziell. Zur Realisierung des Projekts wurde die „Turmgemeinschaft Zimmerau-Sternberg“ gegründet. Unter der Leitung von Kreisbaumeister Fritz Köth wurde der 38 Meter hohe Turm von der Stahlbaufirma Seibert errichtet. Die Baukosten beliefen sich auf 365.000 DM. Einweihungstermin war der 17. Juni, der alljährliche gefeierte Tag der deutschen Einheit, im Jahr 1966. Unterhalb des Turms entstand 1972 ein Ferienhausgebiet.
Da sich der Turm unmittelbar an der Grenze befand, kamen Besucher aus der ganzen Welt, um einen Blick in die DDR hinweg über deren Grenzanlagen und den Todesstreifen zu werfen.
Auch nach der Überwindung der deutschen Teilung und dem Abbau der Grenzanlagen ist der Bayernturm ein beliebtes Ausflugsziel geblieben. Bei entsprechendem Wetter bietet er einen umfassenden Rundumblick über die Haßberge und das Grabfeld bis zur Rhön, zum Heldburger Land und den Gleichbergen, zum Thüringer Wald und zum Fichtelgebirge.

## Baubeschreibung
Der denkmalgeschützte Bayernturm ist eine auf quadratischem Grundriss errichtete Stahlfachwerk-Konstruktion mit weit vorkragender achteckiger und flachgedeckter Aussichtsplattform, die in geschlossener Bauweise mit Fenstern ausgeführt ist. Der Turm ist außen verkleidet und hat eine Höhe von 38 Metern; 180 Stufen führen zur Aussichtsplattform.

## Sanierung
Der inzwischen über 50 Jahre alte Bayernturm soll einer umfassenden Sanierung unterzogen werden, für die im Februar 2020 von der Bayerischen Staatsregierung ein Zuschuss in Höhe von 400.000 Euro bewilligt wurde. Dabei soll der Turm eine neue Außenfassade sowie eine moderne Aussichtsplattform mit neuen Fenstern erhalten. Außerdem ist ein Außenaufzug geplant, über den der Turm auch barrierefrei zugänglich wäre. Genaue Pläne und ein konkreter Zeitplan existieren derzeit noch nicht.